# Ének az esőben
Az Ének az esőben (eredeti cím: Singin’ in the Rain) 1952-ben bemutatott színes, amerikai filmmusical. A főszerepeket Gene Kelly, Donald O’Connor, Debbie Reynolds és Jean Hagen játsszák.
Stanley Donen alkotása minden idők egyik legnépszerűbb filmjének számít: az Amerikai Filmintézet (AFI) 2007-ben például minden idők legnagyobb amerikai filmjei között az 5. helyre sorolta. Az Entertainment Weekly listáján a 10. helyen szerepel, és a rangsorban egyetlen más musical sem előzi meg. A címadó sláger – részben a különböző feldolgozásoknak is köszönhetően – igazi örökzöldnek számít, bár kevésbé köztudott, hogy valójában egy korábbi filmből származik, akárcsak a dalok többsége: mindössze két új darabot írtak az Ének az esőben számára, ebből is az egyik plágiumgyanús. Az 50. évfordulóra kiadott DVD-változat extráinak egyikében hangzik el az az információ, hogy a film eredeti negatívja egy tűzvészben megsemmisült.

## A történet
|  | Alább a cselekmény részletei következnek! |

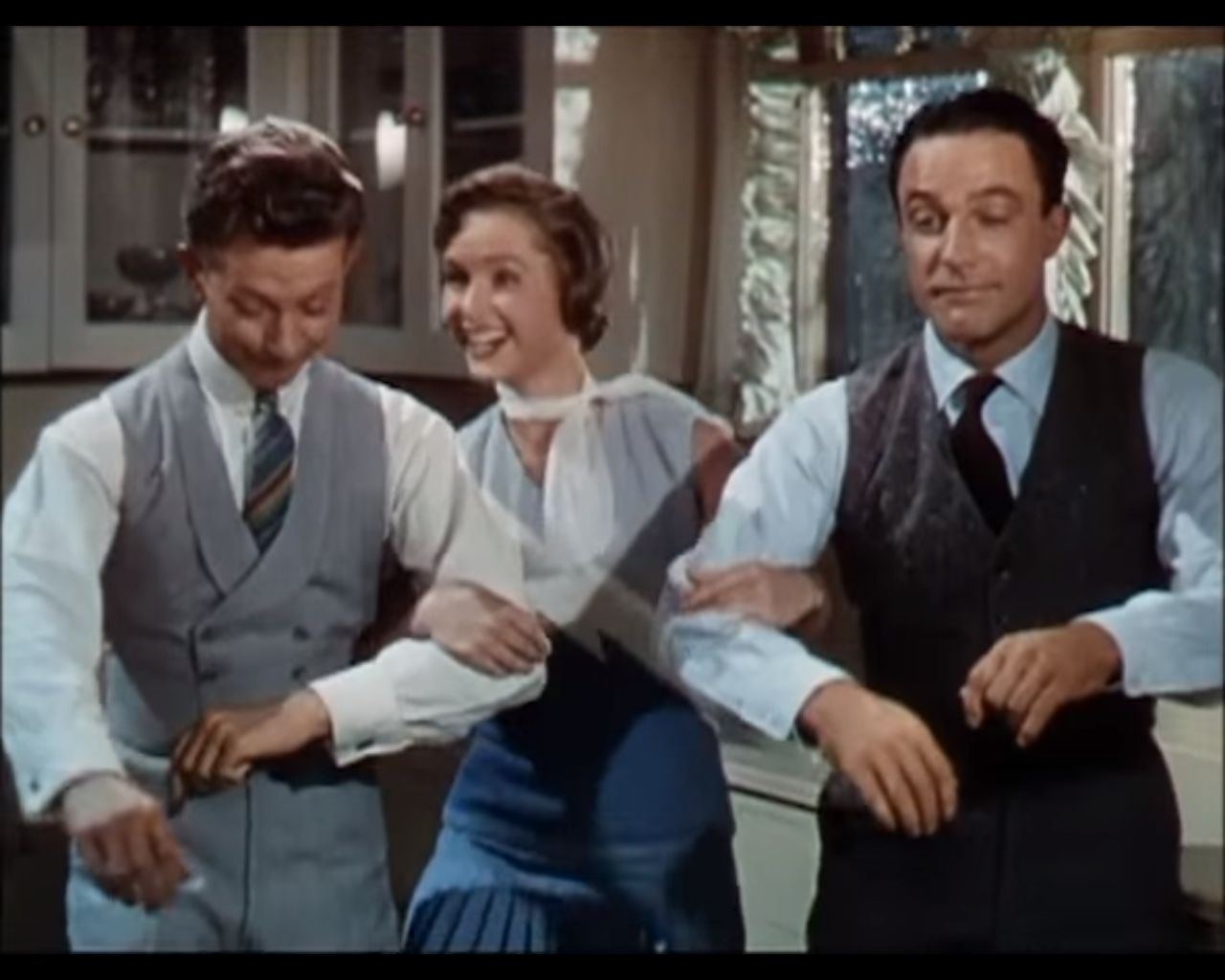
Jó barátok (balról jobbra: Donald O’Connor, Debbie Reynolds és Gene Kelly)

1927, Hollywood. A csillogó filmvárosban éppen az „álompár”, Don Lockwood és Lina Lamont új filmje, a Frivol felség díszbemutatójára készülnek. A filmszínház előtt tolongó közönség ovációval fogadja az egymás után érkező sztárokat. Végre megérkezik a két főszereplő is, Lockwood jó barátja, Cosmo Brown társaságában. Dora, a konferansz arról faggatja őket, hogyan kezdődött Don és Lina kapcsolata, és össze fognak-e házasodni. Don a házasságra vonatkozó kérdést azzal hárítja el, hogy ő és Lina csupán munkatársak és barátok. Pályája történetéről igazi hollywoodi sikersztorit mond el a hallgatóságnak, miközben a megelevenedő emlékképeken a nézők a valóságot láthatják, mely nem igazán harmonizál az elmondottakkal. Így láthatjuk azt is, hogy Don valójában nyaktörő kaszkadőrmutatványokkal kezdte filmes karrierjét, és az elkényeztetett sztár, Lina mindaddig semmi érdeklődést nem mutatott iránta, amíg egy befolyásos producer nem ajánlott fel egy előnyös szerződést Lockwoodnak. Nem véletlen, hogy a nyilvánosság előtt csak Don beszél: Linának ugyanis fülsértő, mosolyt fakasztó hangja van. Miss Lamont ezzel persze nincs tisztában, és ragaszkodik ahhoz, hogy legközelebb ő is beszéljen. Később az utcán Dont lerohanják a rámenős rajongók, és a férfi csak úgy tud elmenekülni előlük, hogy beugrik egy arra autózó nő kocsijába. A bájos leány először bűnözőnek nézi a váratlan vendéget, és rendőrért kiált. A derék közeg viszont azonnal felismeri a filmsztárt, a leány tehát elnézést kér. Don öröme azonban korai: Kathynek egyáltalán nincs jó véleménye a filmszínészekről, szerinte a tátogás, az eltúlzott gesztusok a filmekben komolytalanok. A sértődött férfi megtudja, hogy szigorú kritikusa színpadi színésznő. Az újdonsült ismerősök nem sokkal az elválás után újra találkoznak egy fényes partin: Kathy az egyik fellépő táncosnő. Don néhány csípős megjegyzéssel viszonozza a lány korábbi észrevételeit a filmszínészi munkára vonatkozóan. Az összejövetel egyik meglepetése egy rövidke filmvetítés, amelyben a vásznon feltűnő férfi meg is szólal. A vendégek valami tréfára gyanakodnak, és amikor kiderül, hogy egy új találmánnyal ismerkedhettek meg, egyikőjük se jósol nagy jövőt a hangosfilmnek. A parti kisebb botránnyal ér véget: Don addig élcelődik Kathy „művészet”-én, amíg a lány az arcába akar vágni egy tortát, ám az Linát találja el.
Csupán három hét telik el, és a sajtó már az új találmány fantasztikus sikeréről áradozik: A dzsesszénekes címmel ugyanis bemutatták az első hangosfilmet, és a közönség tódul a mozikba. Don viszont inkább azon rágódik, hogy milyen rosszul végződött az ismeretsége a bájos Kathyvel, akit a tortás incidenst követően kirúgtak. Hamarosan megjelenik Lina, aki nem is titkolja, hogy kifejezetten az ő kívánságára mondtak fel Kathynek. A filmcsillag azt hiszi, hogy Don végre feleségül fogja venni, végtére is a bulvárlapok szerint ők egy pár, tehát ideje, hogy az életben is azok legyenek. Dont azonban csak felingerlik ezek a szavak, és a szerelmi jelenet felvétele közben partnernőjével kölcsönösen sértegetik egymást. Megérkezik R. F. Simpson, a producer, és leállítja a forgatást. Az ok: A dzsesszénekes hatalmas sikere. Kit fog érdekelni most már egy némafilm? Egyetlen megoldás, hogy az elkezdett produkcióból hangosfilmet kell csinálni, a színészeknek pedig beszédleckéket kell venniük. Don kérésére a producer hajlandó arra, hogy újra alkalmazza Kathyt, de azt kéri, hogy ezt Lina nehogy megtudja. A beszédórákon Lina teljesen reménytelen esetnek tűnik, Don viszont egészen jól elboldogul, pedig a nyelvtanár a legválogatottabb nyelvtörőket mondatja el vele: „Sárga bögre, sárga görbe bögre”, „Cserép csengő csendülve zengő, csengettyűz és cseng.”, „Kopasz kupac kukac, kúszik kószán kacagva. Csak kúsznak és kacagnak, kacagnak és kúsznak. A sok kúszó kis kukac egy kacagó kósza kopasz kupac.”, „Mózes lesz móres, ha szósz lesz és sós lesz, mert Mózes, a jó szósz só nélküli. És Mózes lesz córesz, ha a sólet is sós lesz, mert Mózes, a sólett se sósan süti.”

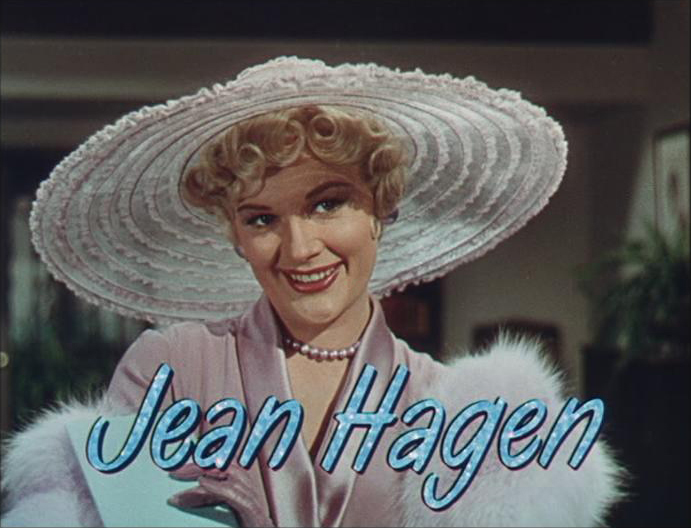
Lina Lamont szerepében Jean Hagen

A forgatás folytatódik, de a munka nem megy könnyen, mivel Lina képtelen a rejtett mikrofonba beszélni. Végül valahogy mégis elkészül a Párbajok lovagja, melynek előpremierjét egy esős este tartják. A közönség fuldoklik a nevetéstől, mikor meghallja Lina igazi hangját. Ráadásul technikai problémák lépnek fel, a hang elcsúszik, ami újabb nevetés forrása lesz, hiszen a közönség például Linát látja tátogni, ám a képhez Don hangja érkezik a hangszóróból. A kínos kudarc után a barátok menteni próbálják a menthetőt, és az az ötletük támad, hogy musicallé kéne átalakítani a filmet. Cosmónak zseniális elképzelése van arra, hogy miként küszöböljék ki Lina fülsértő hangját: énekeljen helyette Kathy, persze úgy, hogy Lina meg ne tudja! A producernek tetszik a musical ötlete, sőt a playbacket is nagyszerű gondolatnak találja. A filmet rögtön át is keresztelik a Táncoló gavallérrá. Simpson el van ragadtatva Kathytől, és megígéri, hogy következő filmjében főszerepet oszt rá. Lina azonban megjelenik, és rövidesen kiderül, hogy a butácskának gondolt szőke filmcsillag nem ostoba, sőt személyes érdekei miatt Kathy iránti ellenszenvét is hajlandó félretenni. Szerződésére hivatkozva ragaszkodik ahhoz, hogy Kathy legyen ezentúl a hangja minden filmjében, sőt a lány ne is kapjon soha más munkát. A producer kénytelen beleegyezni Lina követeléseibe.
A Táncoló gavallér óriási sikert arat a bemutatón, és a tapsoló közönség követeli, hogy Lina Lamont beszéljen hozzájuk. Így is történik, ám a filmcsillag affektáló hangja nagy meglepetést és derültséget kelt, ezért a nézők azt kérik, hogy beszéd helyett inkább énekeljen nekik. Simpson, Don és Cosmo ravasz trükköt eszelnek ki, hogy egyszer s mindenkorra meghiúsítsák Lina önző követeléseit. Kiküldik a sztárt a függöny elé, hogy a közönség kérésének megfelelően énekeljen, miközben a függöny mögött valójában Kathy fog énekelni helyette. Egy óvatlan pillanatban felhúzzák a függönyt, és a közönség előtt leleplezik a turpisságot. Don a nyilvánosság előtt vall szerelmet Kathynek, és rövidesen már kettőjük új filmjét, az Ének az esőbent hirdetik a plakátok…

## Így készült a film

### Hollywoodi kulisszatitkok
Az Ének az esőben mulatságos bepillantást enged Hollywood kulisszatitkaiba, és számos utalást tartalmaz a filmváros egykori sztárjaira és korábbi filmsikereire. A cselekmény egy filmtörténeti fordulópont idején játszódik, amikor a hangosfilm megjelenése kezdte kiszorítani a mozikból a némafilmeket. Nagy sztárok kerültek a süllyesztőbe egyik pillanatról a másikra, mert hangjuk alkalmatlan volt az új filmkészítési technika számára. Igaz, a producerek nem is nagyon vesződtek azzal, hogy „néma” sztárjaikat megszólaltassák, hanem inkább új sztárokat fedeztek fel. Greta Garbo a kevés kivétel közé tartozott, akinek karrierjét nem törte derékba a hangosfilm megjelenése. Egykori partnere, John Gilbert – Az asszony és az ördög (1926) című filmben játszottak együtt először – azonban nem volt olyan szerencsés, mint Garbo. Ráadásul Gilbert karrierje nem is annyira a hangja miatt szakadt félbe, hanem inkább a filmmogulokkal való nézeteltérései, az intrikák és főleg azon bugyuta szövegek miatt, amelyeket egyes hangosfilmjeiben mondania kellett. A férfi az alkoholban keresett feledést szakmai problémái elől, egészségi állapota megrendült, és végül fiatalon, szívrohamban elhunyt. Az Ének az esőben főhőse, Don Lockwood a Párbajok lovagja forgatásán olyasfajta idétlen mondatokat kénytelen mondani, melyek a valóságban Gilbert bukását okozzák.

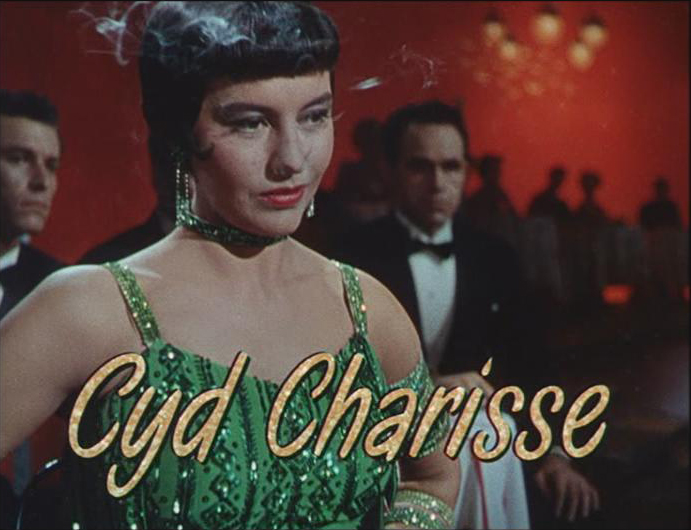
Cyd Charisse a film előzetesében

A film elején Dora Bailey felkonferálja a közönségnek a Frivol felség díszbemutatójára érkező sztárokat, akiket valódi hollywoodi hírességekről mintáztak: Zelda Zanders modellje Clara Bow volt, Olga Maráé Pola Negri, Mara férje, De la Ma de la Toulon báró pedig utalás Gloria Swanson híres férjére, Henri de la Falaise de Coudray márkira. A korszak egyik nagy csillagára, Norma Shearerre más módon történik utalás: az egyik jelenetben Don ugyanabból az öltözőből lép ki, amelyet az 1930-as években Shearer is használt, majd néhány pillanattal később megjelenik Lina, aki pontosan ugyanolyan hatalmas parókát visel, mint amilyet Shearer a Marie Antoinette (1938) című filmben. Számos helyszín és jelmez a férfi főszerepet játszó Gene Kelly korábbi filmjeire utal: az Ének az esőben elején látható rövid jelenet Lockwood muskétásfilmjéből valójában a Kelly főszereplésével készült A három testőrből (1948) származik. A Gotta Dance című számhoz tartozó jelenet egyszerre több korábbi Kelly-filmre utal vissza: Nyári előadás (1950), A kalóz (1948), Egy amerikai Párizsban (1951), Words and Music (1948). A Nyári előadást idézi az a jelenet, amelyben Don beviszi Kathyt a stúdióba, és egymás után bekapcsolja a különböző fényeket. A Cyd Charisse-szel közös jelenet a Words and Musicre utal, amelyben Kelly Vera-Ellennel mutatott be hasonló táncjelenetet. Vannak egyéb hasonlóságok is más filmekkel. A nyitó képsort például a Hollywood Revue of 1929 (1929) egyik epizódja ihlette. A jelmeztervező Walter Plunkett 1929 óta dolgozott a szakmában, és számtalan anekdotát ismert arról, hogy a hőskorban miféle problémák jelentkeztek eleinte a hangrögzítéskor. Az a jelenet például, amikor a Párbajok lovagja forgatásán Lina a legyezőjével pajkosan megcsapkodja Lockwood vállát, ami az oda rejtett mikrofonban dobolásnak hangzik, egy valóban megtörtént eseten alapul, mely a Rio Rita (1929) forgatásán történt Bebe Danielsszel és John Bolesszal. Az élet egyébként utánozta a művészetet: a Párbajok lovagja forgatásán például az egyik hangfelvétel azért lett használhatatlan, mert a Lina dekoltázsába rejtett mikrofon a filmcsillag szívdobogását is felvette. Az Ének az esőben forgatásán pontosan ugyanez történt, amikor az egyik jelenet sikeres felvétele érdekében mikrofont rejtettek Debbie Reynolds blúzába.
A dalok java része éppúgy korábbi filmekből származott, mint ahogy a kellékek zöme is. A Fit as a Fiddle (And Ready for Love) előadása közben például a Don és Cosmo mögött látható függöny ugyanaz, mint amit a Strike Up the Band (1950) forgatásán használtak a The Gay Nineties című dalbetét felvétele során. Az az autó, amelyben először látjuk Kathyt, Andy Hardy régi járgánya volt. Lockwood otthonának belsejét ugyanazokkal a tárgyakkal rendezték be, melyeket Greta Garbo és John Gilbert Az asszony és az ördög című filmjében használtak.

### A szereposztás
Az Ének az esőben egy 1928-as film, az Excess Baggage remake-jének indult. A forgatókönyvíróknak (Adolph Green és Betty Comden) nem volt könnyű dolguk, mivel az alkotók legelőször a dalokat válogatták össze, tehát olyan cselekményt kellett kitalálniuk, amelybe illettek a kiválasztott zeneszámok. A témaválasztáshoz inspirációt jelentett az is, hogy a forgatókönyvírók egy olyan hollywoodi villában laktak, melyet egy volt némafilmsztártól vásároltak, akinek a pályáját a hangosfilm megjelenése törte derékba.
Don Lockwood szerepét a stúdió illetékesei kezdetben Howard Keelnek szánták. A forgatókönyvírók azonban a figurát végül énekes-táncossá formálták, erre a szerepkörre viszont a westernekből ismert Keel már nem volt alkalmas, ezért Gene Kellyt választották helyette. Cosmo Brown szerepét részben Oscar Levantról mintázták, és neki is ajánlották fel, de különböző okokból végül Donald O’Connort szerződtették. Cosmo kezdetben némafilmeket kísért zongorán, akárcsak az Ének az esőben producere, Arthur Freed. Kathy Selden megformálására több ismert színésznő neve is felmerült, mint például Judy Garland, June Allyson és Jane Powell, de végül valamennyiüket túlkorosnak találták, és a szerepet egy kezdő, Debbie Reynolds kapta, miután próbafelvétele meggyőzőre sikerült. Lina Lamontot Adolph Green és Betty Comden részben jó barátjukról, Judy Hollidayről mintázták, sőt neki is szánták a szerepet. Holliday azonban hatalmas sikert aratott a Tegnap született (1950) című filmmel, és a producerek úgy gondolták, ezek után el se fogadna egy epizódszerepet. Maga Judy Garland ajánlotta a producerek figyelmébe Jean Hagent, aki a beugrója volt a Broadwayn a Tegnap született színpadi változatában. Lina Lamont megformálásáért Hagent Oscar-díjra jelölték. R. F. Simpson producer nevében az R. F. utalás az Ének az esőben producerére, Arthur Freedre, sőt Simpsontól Freed egyik kedvenc mondása is elhangzik a filmben a Broadway-jelenet előtt: „Nem tudom elképzelni, amíg nem látom a filmvásznon.” Igazából ez is egy vicces megjegyzés, hiszen a jelenet beállításai és a közben elhangzó dalok korábban bemutatott alkotásokat idéznek. A filmben két olyan színésznő is kisebb szerepet kapott, akik később zenés-táncos produkciókkal lettek sztárok. A Broadway-epizódban a táncosnőt Cyd Charisse alakítja, aki 1943 óta szerepelt filmekben, mint táncosnő vagy mellékszereplő. Az Ének az esőben említett jelenetében Louise Brooks stílusú vampként látható. Táncjelenete annyira sikeres volt, hogy az MGM a továbbiakban már főszerepeket bízott rá: ő lett például – Ginger Rogers mellett – a legendás Fred Astaire legismertebb, sőt egyes vélemények szerint Rogersnél is jobb partnere. Lina intrikus barátnőjét, Zeldát Rita Moreno alakítja, akit a magyar közönség főleg a West Side Story (1961) című filmből ismerhet.

### A forgatás

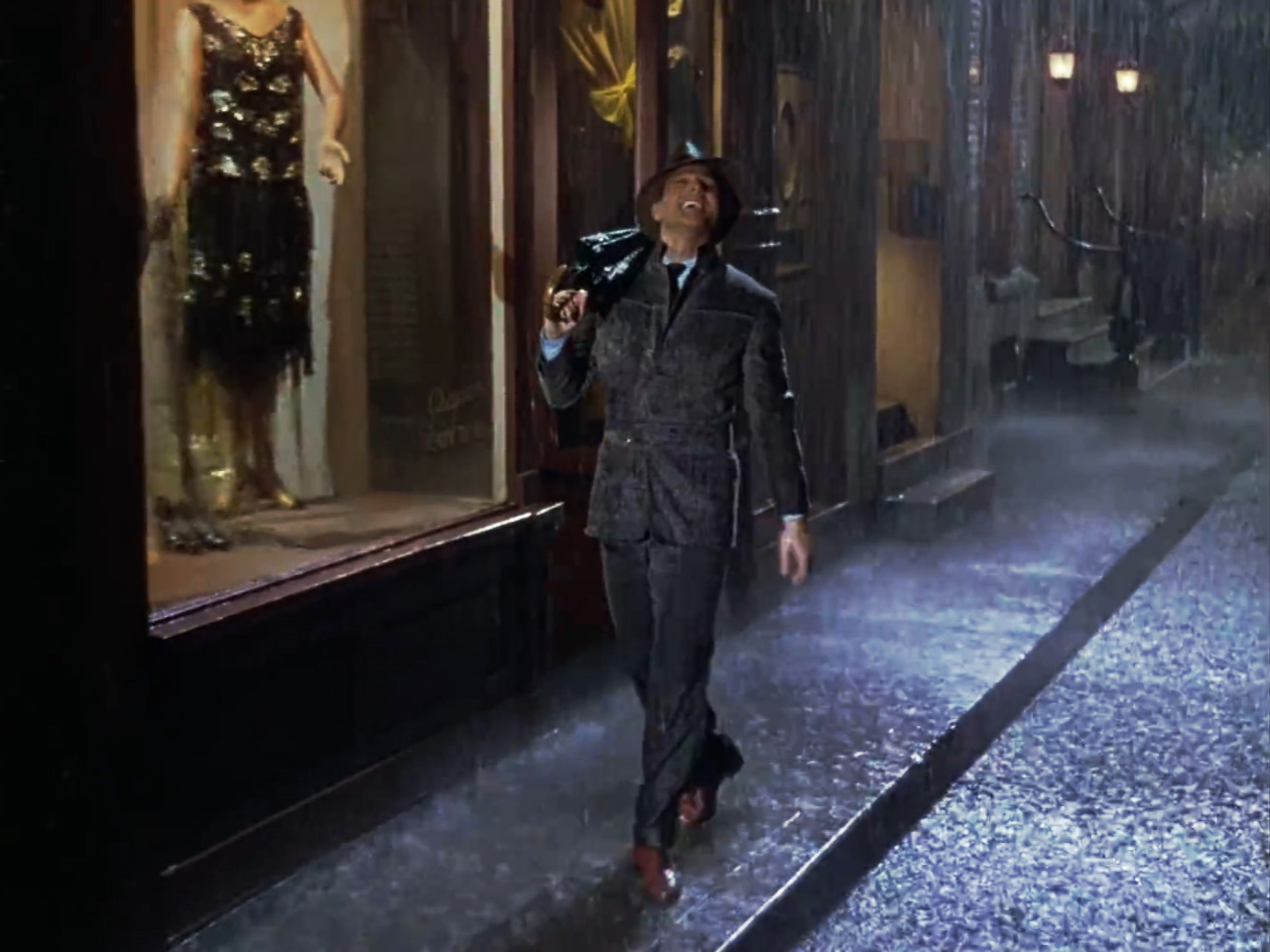
Ének az esőben (Gene Kelly)

A forgatás 1951. június 18-án kezdődött, és november 21-én ért véget, december 16-án néhány kiegészítő felvételre került sor. A munka feszített tempóban zajlott, a forgatás nem egyszer az esti órákba nyúlt. A főszereplő Gene Kelly mint koreográfus a táncjelenetek rendezésében is részt vett, partnereitől pedig éppúgy a profizmust és a maximalizmust várta el, mint saját magától. Kellynek magas láza volt akkor, amikor a címadó dalhoz tartozó jelenetet vették fel, ennek ellenére nem mondta le a forgatást. Egyébként nem igazi esőben énekelt, mivel az nem érvényesült volna a filmvásznon. A szakemberek víz és tej keverékéből állították elő az esőt, e különleges keveréknek köszönhetően azonban a felvétel végére Kelly gyapjúöltönye összement. A maximalista színész nem volt megelégedve azzal, ahogyan cipője kopog az esős aszfalton, ezért a hangot utószinkronizálta két koreográfus-asszisztense, Carol Haney és Gwen Verdon közreműködésével. (Egyikőjük neve sem szerepel a stáblistán.) A hölgyek bokáig álltak egy vízzel teli „dob”-ban, és a jelenetnek megfelelően kopogtak a cipőjükkel a vízben. Kelly egyébként Carol Haney-t ajánlotta Kathy Selden szerepére, de a producerek nem őt választották.
A forgatás idején mindössze 19 esztendős Debbie Reynolds számára különösen nagy erőpróba volt a film. Évekkel később azt nyilatkozta, hogy életében két, valóban nehéz dolog volt: az egyik a gyerekszülés, a másik pedig az Ének az esőben forgatása. Debbie 1951-ben a szüleivel élt együtt, és mindennap hajnali négykor kelt, hogy időben érkezzen a forgatásra, ahová három különböző busszal tudott eljutni. Előfordult, hogy este lekéste a járatot, és olyankor egyszerűen a díszletek között aludt. Ennél azonban jóval nagyobb probléma volt számára, hogy Gene Kelly rendszeresen kritizálta a tánctudását. Egy ízben partnere szavai annyira kiborították, hogy elbújt egy zongora alá, hogy kisírja magát. Ott talált rá a látogatóba érkezett Fred Astaire, aki lovagiasan felajánlotta, hogy segít neki a tánc betanulásában. A Good Morning felvétele után Reynoldst az öltözőjébe kellett vinni, mert a megerőltető táncszám következtében néhány ér elrepedt a lábában. Ennek ellenére Kelly úgy döntött, hogy szinkronizálni kell Reynolds lábainak a hangját ebben a jelenetben. (Igaz, a saját lábai hangját is utószinkronizáltatta.) Kelly később elismerte, hogy valóban nem volt barátságos Debbie-vel, sőt csodálkozott is, hogy a színésznő a kínos incidensek ellenére is hajlandó volt szóba állni vele. A film utolsó jelenetében, amikor Lockwood, Cosmo és Simpson leleplezik a közönség előtt, hogy nem Lina, hanem Kathy énekelt, a lány el akar futni kedvese elől, de a férfi szavaira – „Ő a film igazi csillaga.” – megtorpan, és könnyes szemekkel Don felé fordul. Reynoldsnak nem ment a spontán sírás, ezért a jelenet előtt hagymával dörzsölte a szemeit, hogy valódi könnyei legyenek. Ironikus filmtörténeti érdekesség, hogy a cselekmény szerint Kathy énekel Lina helyett, a valóságban viszont fordított volt a helyzet: Reynolds dalait a filmben nem ő énekelte, hanem a Linát játszó Jean Hagen – akinek a filmbeli rikácsoló hanggal ellentétben a valóságban nagyon szép énekhangja volt –, illetve Betty Noyes. A You Are My Lucky Star című dalt viszont Debbie Reynolds énekével vették fel, de végül kihagyták. A kihagyott jelenet a jubileumi DVD egyik extrája, a dalt Kathy egy Dont ábrázoló óriásplakát előtt énekli el.

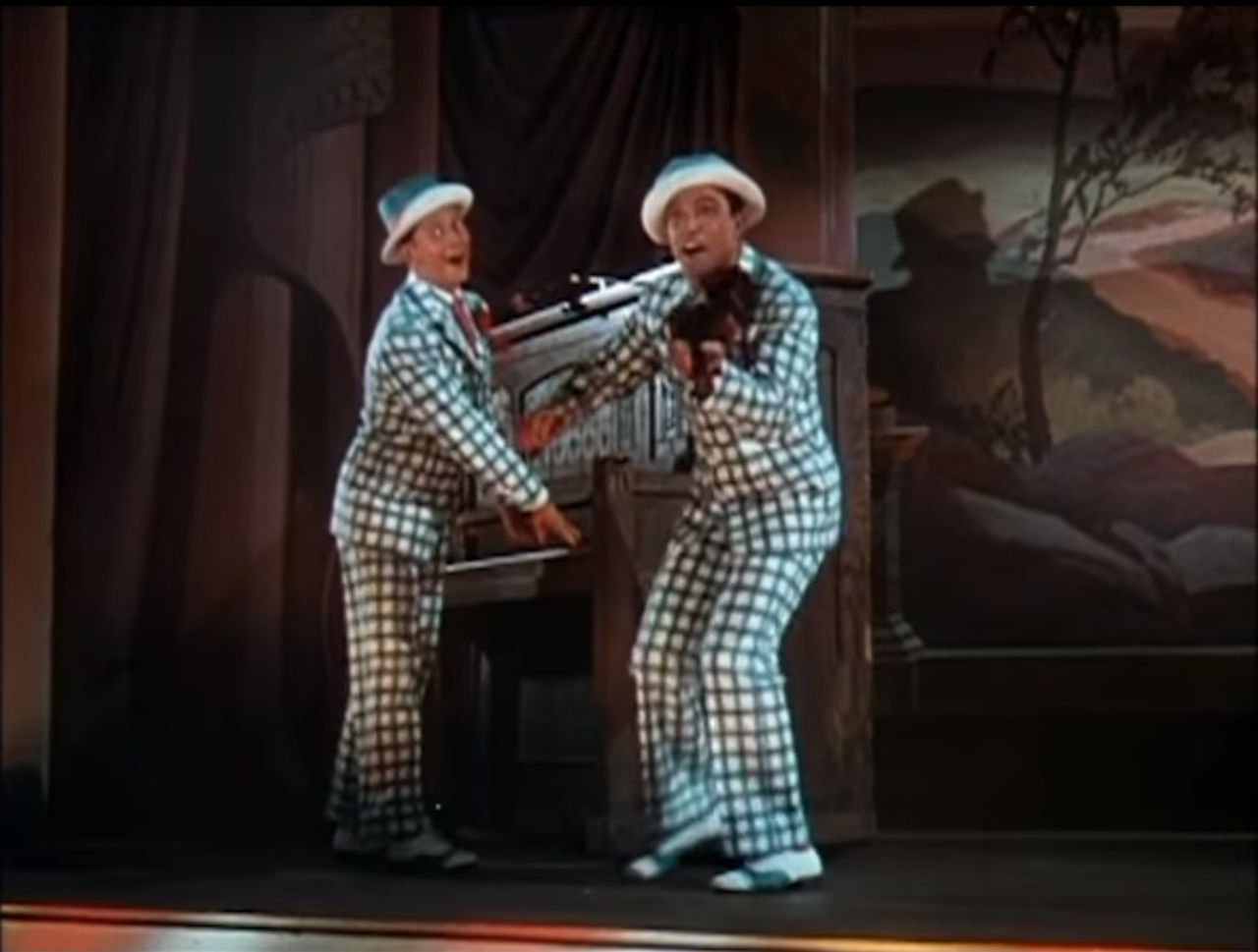
Pályakezdés (balra: Donald O’Connor, jobbra: Gene Kelly)

A Cosmo Brownt játszó Donald O’Connor számára sem volt igazán élvezetes a Kellyvel való közös munka. Később azt nyilatkozta, hogy Kelly egy zsarnok volt, ő pedig valósággal rettegett attól, hogy valami hibát követ el, és híres kollégája ordítozni fog vele emiatt. Ennek ellenére az a híresztelés járta, hogy Kelly türelmes volt O’Connorral. Cosmo Brownnak egyetlen szólószáma van a filmben, a Make ’Em Laugh. Eredetileg nem ezt énekelte volna, hanem a The Wedding of the Painted Doll című dalt. Az alkotók azonban tudtak arról, hogy O’Connor számos mulatságos trükköt ismer, melyeket korábban kabarékban használt, ezért inkább a Make ’Em Laugh című dalt adták neki, hogy ezeket a szórakoztató gegeket stílszerűen elő tudja adni. Az egyik trükk az volt, hogy O’Connor felfut a falra, és egy bukfenccel ér ismét földet. A jelenet felvétele több napig tartott, és fizikailag annyira igénybe vette a színészt, hogy a stressz miatt állítólag napi négy doboz cigarettát szívott el. A Make ’Em Laugh felvétele után a kimerült színész néhány napra kórházba került. Miután visszatért a forgatásra, rossz hírrel fogadták: valamilyen technikai malőr miatt a felvétel tönkrement, és meg kell ismételni. O’Connor beleegyezett az ismétlésbe.
A The Wedding of the Painted Doll bekerült abba az egyvelegbe, amely a Beautiful Girl előtt látható. Ennek az egyvelegnek a része az I Got a Feelin’ You’re Foolin' című dal is, melyet eredetileg a Zeldát játszó Rita Moreno énekelt volna. A dalokat illetően voltak egyéb változtatások is. A Singin’ in the Raint például egy korai elképzelés szerint a három főszereplő énekelte volna, miután távoztak a Párbajok lovagja nevetésbe fulladt előpremierjéről. (A film főcíme alatt e kihagyott jelenetből látható egy rövid részlet.) A You Were Meant for Me című dal a forgatókönyv korai változatában még nem szerepelt. Később úgy tervezték, hogy ez lesz az a szerelmes dal, amelyet Kelly akkor kezd el énekelni, amikor Reynolds után szalad Simpson partyjáról, és az ének Kelly házánál ért volna véget. A jelenetet fel is vették, de végül nem használták fel, a képsor pedig az évek folyamán elveszett. A dal végül más formában hallható a filmben, abban a jelenetben, melyben Don a stúdióban vall szerelmet Kathynek, miután bekapcsolta a fényeket.

## A dalok

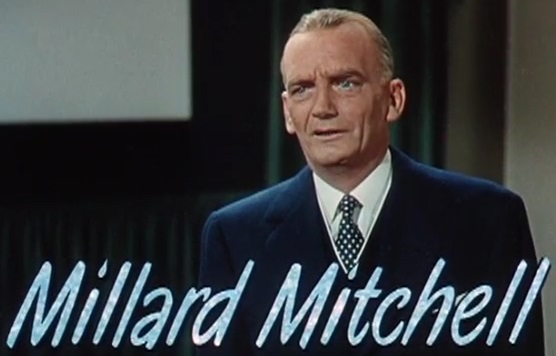
R. F. Simpson (Millard Mitchell)

- Singin’ in the Rain [a Hollywood Revue of 1929 (1929) című filmből]
- Fit as a Fiddle (And Ready for Love) [a College Coach (1933) című filmből]
- Temptation [csak instrumentális változatban, a Going Hollywood (1933) című filmből]
- All I Do Is Dream of You [a Sadie McKee (1934) című filmből]
- Make ’Em Laugh [Ezt egy eredeti dalnak tartják, noha erősen emlékeztet Cole Porter Be a Clown című szerzeményére, ámbár állítólag Porter engedélyezte a felhasználást. A Make ’Em Laugh legelején Cosmo Brown ironikusan azt énekli, hogy „ridi pagliaccio” (Kacagj, Bajazzo!), amely Leoncavallo Bajazzók című operájára utal.]
- Beautiful Girl Montage [Egyveleg az I Got a Feelin’ You’re Foolin,' a The Wedding of the Painted Doll és a Should I? című dalokból. Az első a Broadway Melody of 1936 (1935), a második a The Broadway Melody (1929), a harmadik pedig a Lord Byron of Broadway (1930) című filmből származik.]
- Beautiful Girl [a Going Hollywood című filmből]
- You Were Meant for Me [a The Broadway Melody (1929) című filmből]
- You Are My Lucky Star [a Broadway Melody of 1936 (1935) című filmből]
- Moses Supposes [zene: Roger Edens, szöveg: Betty Comden és Adolph Green]
- Good Morning [a Babes in Arms (1939) című filmből]
- Would You? [a San Francisco (1936) című filmből]
- Broadway Melody Ballet [Egyveleg a The Broadway Melody és a Broadway Rhythm című dalokból. Az előbbi a The Broadway Melody (1929) című filmből, az utóbbi a Broadway Melody of 1936 (1935) című filmből származik.]

## Érdekességek

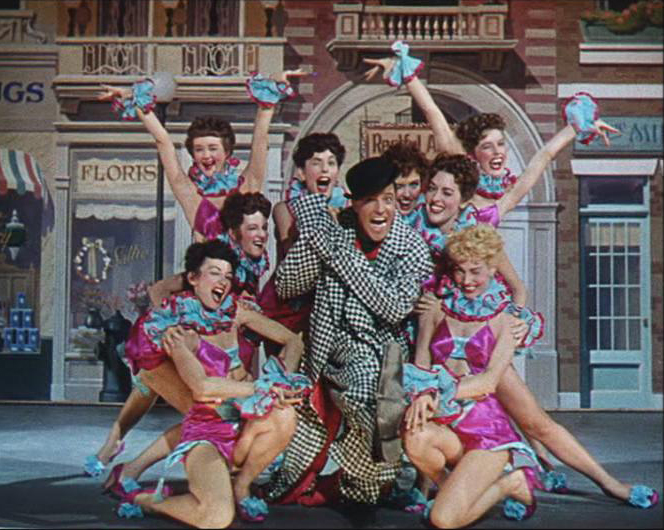
Egy látványos táncjelenet

- Az Ének az esőben néhány jelmezét később felhasználták a Deep In My Heart (1954) című filmben.
- A gyártási költség 665 ezer dollárral lépte túl az előirányzott keretet, és ebből 157 ezer dollár csak a jelmezekre ment el. Az MGM-nek azonban nem volt oka panaszra, mivel az első körben 7,7 millió dollár volt a bevétel.
- A címadó dal az Amerikai Filmintézet (AFI) 100 év, 100 dal elnevezésű listáján a 3. helyen szerepel. Ugyanezen a listán a Make ’Em Laugh a 49., a Good Morning pedig a 72. helyezett. Az Ének az esőben az AFI rangsorolása szerint az elmúlt 100 év legjobb filmmusicalje, a 100 év, 100 film elnevezésű listán pedig 1997-ben a 10., 2007-ben viszont már az 5. helyen szerepelt.
- Az Ének az esőben sokat merített korábbi alkotásokból, ugyanakkor számos későbbi filmre volt hatással. Ezek közül Stanley Kubrick Mechanikus narancs (1971) című híres-hírhedt drámája a legszélsőségesebb, melyben a Malcolm McDowell játszotta főszereplő a musical címadó dalát dúdolgatja, miközben bandájának tagjaival brutálisan összever egy írót, és megerőszakolja annak feleségét. A Kubrick-film végefőcíme alatt a híres dal Gene Kelly előadásában hangzik el.
- Az esőben forgatott táncjelenet stúdióban készült. A nagy meleg és szárazság miatt kevés volt a víz, a jelenethez a stúdió tartályában lévő szinte összes vizet el kellett használni.
- Az egyik táncjelenetben a maffiózó nőjét alakító Cyd Charisse szipkából fújja a füstöt. Mivel soha életében nem dohányzott, rosszul lett a füsttől.
- A történet szerint Lina nem tudott énekelni, ezért Kathy szinkronizálta. A valóságban pontosan fordítva történt, Jean Hagen jól, Debbie Reynolds kevésbé jól tudott énekelni, ezért a történetben a Kathy által Lina helyett énekelt dalokat valójában Jean Hagen énekelte. Megjegyzendő hogy például a West Side Story filmben nem Natalie Wood, a My Fair Lady filmben részben nem Audrey Hepburn énekel, mindkettőjük helyett a vásznon nem ismert Marni Nixon hangja hallható.

## Bakik
A következő lista az Ének az esőben néhány feltűnő bakiját tartalmazza.
- Don egyik kaszkadőrmutatványa, hogy bemegy egy házba, amely rövidesen felrobban. Először azt látjuk, hogy a ház körüli fákat fújja a szél, ám még a robbanás bekövetkezte előtt a fák lombjának mozgása hirtelen megszűnik.
- Amikor Don beugrik Kathy kocsijába, a lány rendőrért kiált. Azt látjuk, hogy a jobb karjával int a rendőrnek. Rögtön ezután a kocsi megáll a járda mellett, de Kathy ekkor már a bal karjával jelez a rendőrnek.
- Amikor Dont Kathy kocsijában látjuk, a háttérben az 1950-es évekből származó gépkocsimodellek közlekednek, holott a film az 1920-as évek vége felé játszódik.
- Amikor Kathy a partyn előugrik a tortából, a többi táncoslánnyal együtt konfettit kezd szórni a közönségre. Miközben Donnal beszélget, vágásonként feltűnően változik a földön látható konfetti mennyisége.
- Amikor felveszik az első hangos jelenetet, Lina képtelen arra, hogy a bozótba rejtett mikrofonba beszéljen. Dexter, a rendező és a hangtechnikus egy fülkében tartózkodnak. A hangtechnikus megrázza a fejét, és azt mondja: „A mikrofonba kell beszélnie, mert különben nem tudom felvenni.” Tisztán látható viszont, hogy a hangtechnikus szája nem mozog, miközben ezt mondja.
- Amikor Lockwood a címadó dalt énekli, és a jelenet vége felé megjelenik egy rendőr, Don mindkét kézzel fogja az esernyőjét, a következő képen viszont az látható, hogy csak az egyikkel. A rendőr egy ovális alakú LAPD-jelvényt visel, melyet 1940-ig nem használtak, a film viszont 1927-ben játszódik.
- A nightclub jelenetben Cyd Charisse átöleli Kellyt, ám testének helyzete egy ízben minden átmenet nélkül feltűnően megváltozik, ami ügyetlen vágásra utal. A jubileumi DVD-kiadás audiokommentárja szerint egyetlen közreműködő sem tudja, hogy azt a néhány képkockányi részt miért vágták ki a filmből.[2]
- Ugyanaz a premierközönség látható a film elején a muskétásfilm vetítésén, mint a végén a Táncoló gavallér bemutatóján.
- Amikor a film végén Lina bejelenti, hogy az Ének az esőbent fogja elénekelni, a karmester megkérdezi, hogy milyen hangnemben. A függöny mögül Kathy azt súgja, hogy „Asz-dúr”-ban. Ezt Lina hangosan megismétli, a karmester pedig kiadja az utasítást, hogy „Ének az esőben »Asz-dúr«-ban”, a zenekar viszont „E-dúr”-ban kezdi el játszani a dallamot.
- A filmben megjelenő újságfőcímek egyike a Varietyé, sőt Cosmo utalást is tesz a lapra. Az Ének az esőben 1927-ben játszódik, a Variety első száma viszont 1933-ban jelent meg.

## Főszereplők
| Karakter        | Színész          | Magyar hang     |
| --------------- | ---------------- | --------------- |
| Don Lockwood    | Gene Kelly       | Csankó Zoltán   |
| Cosmo Brown     | Donald O'Connor  | Lippai László   |
| Kathy Selden    | Debbie Reynolds  | Götz Anna       |
| Lina Lamont     | Jean Hagen       | Györgyi Anna    |
| R.F. Simpson    | Millard Mitchell | Kristóf Tibor   |
| Dancer          | Cyd Charisse     |                 |
| Roscoe Dexter   | Douglas Fowley   | Szacsvay László |
| Zelda Zanders   | Rita Moreno      |                 |
| Dora Bailey     | Madge Blake      | Martin Márta    |
| Phoebe Dinsmore | Kathleen Freeman | Némedi Mari     |

## Fontosabb díjak és jelölések

### Oscar-díj
- 1953 jelölés Jean Hagen (legjobb női mellékszereplő)
- 1953 jelölés Lennie Hayton (legjobb filmzene)

### BAFTA-díj
- 1953 jelölés Legjobb film

### Golden Globe-díj
- 1953 díj Donald O’Connor (legjobb színész – musical / vígjáték kategória)
- 1953 jelölés Legjobb film (musical / vígjáték kategória)